# Atractia psilogaster
Atractia psilogaster är en tvåvingeart som först beskrevs av Christian Rudolph Wilhelm Wiedemann 1828.  Atractia psilogaster ingår i släktet Atractia och familjen rovflugor. Inga underarter finns listade i Catalogue of Life.